# دهستان دستجرد (آذرشهر)
دهستان دستجرد نام دهستانی در بخش گوگان شهرستان آذرشهر، استان آذربایجان شرقی در ایران است. براساس سرشماری مرکز آمار ایران در سال ۱۳۸۵، جمعیت آن ۴۹۴۴ نفر (۱۲۸۹ خانوار) بوده‌است.